# Martine Irzenski
Martine Irzenski est une actrice française.
Spécialisée dans le doublage, elle est la voix française régulière de Gail O'Grady, Sarah Jessica Parker depuis Sex and the City, ainsi qu'une des voix régulières en alternance de Meg Ryan, Daryl Hannah, Ashley Judd, Laura Dern, Holly Hunter et Diane Lane.

## Biographie
Martine Irzenski entre à l'atelier théâtral d'Ivry à l'âge de 14 ans. Elle y prend des cours avec Antoine Vitez avant de déménager pour Saint-Maur-des-Fossés. Elle s'inscrit dans un cours de théâtre et commence à faire des tournées scolaires.
Son père travaillant comme preneur de son à la SPS, elle passe des essais pour Les Aristochats, puis fait ses débuts sous la direction de Roger Rudel avant de s'y spécialiser.

## Théâtre
- 1976 : Erostrate d'après Jean-Paul Sartre, mise en scène Yves Gourvil, Théâtre Mouffetard, La Cour des Miracles
- 1977 : Le Hamlet de Shakespeare d'après Shakespeare, Hélène Cixous et Jean-Luc Godard, mise en scène Daniel Mesguich, Festival d'automne à Paris
- 1978 : Maître Puntila et son valet Matti de Bertolt Brecht, mise en scène Georges Lavaudant, Maison de la Culture de Grenoble, Théâtre Mogador, Nouveau théâtre de Nice
- 1979 : Telex no 1 de Jean-Jacques Schuhl, mise en scène Françoise Maimone et Martine Irzenski, Forum du Jeune Théâtre
- 1982 : Les Chants de Maldoror de Lautréamont, mise en scène Françoise Maimone, Maison de la Culture de Grenoble
- 1983 : Les Céphéides de Jean-Christophe Bailly, mise en scène Georges Lavaudant, tournée
- 2006 : Albertine en 5 temps de Michel Tremblay, mise en scène Isabelle Brannens, Théâtre du Nord-Ouest
- 2014 : Oncle Vania d'Anton Tchekhov, mise en scène Pierre Pradinas, Théâtre de l'Union, tournée

## Doublage

### Cinéma

#### Films
- Sarah Jessica Parker dans :
  - Miami Rhapsodie (1995) : Gwyn Marcus
  - Chewing-gum et Cornemuse (2002) : Colleen Gibson
  - Esprit de famille (2005) : Meredith Norton
  - Playboy à saisir (2006) : Paula
  - Apparence trompeuse (2007) : Sarah Daniels
  - Smart People (2008) : Janet Hartigan
  - Sex and the City, le film (2008) : Carrie Bradshaw
  - Où sont passés les Morgan ? (2009) : Meryl Morgan
  - Sex and the City 2 (2010) : Carrie Bradshaw
  - Mais comment font les femmes ? (2011) : Kate Reddy
  - Happy New Year (2011) : Kim
  - Tous les chemins mènent à Rome (2015) : Maggie Falk
  - Here and Now (2018) : Viviane
  - Hocus Pocus 2 (2022) : Sarah Sanderson

- Diane Lane dans :
  - Cotton Club (1984) : Vera Cicero
  - Jack (1996) : Karen Powell
  - Infidèle (2002) : Connie Sumner
  - Sous le soleil de Toscane (2003) : Frances
  - Des gens impitoyables (2005) : Liz Earl
  - Hollywoodland (2006) : Toni Mannix
  - Jumper (2008) : Mary Rice
  - Bonjour Anne (2016) : Anne
  - The Secret Man: Mark Felt (2017) : Audrey Felt

- Meg Ryan dans :
  - Quand Harry rencontre Sally (1989) : Sally Albright
  - Le Baiser empoisonné (1992) : Rita Boyle
  - Nuits blanches à Seattle (1993) : Annie Reed
  - Pour l'amour d'une femme (1994) : Alice Green
  - L'Amour en équation (1994) : Catherine Boyd
  - French Kiss (1995) : Kate
  - Le Don du roi (1995) : Katharine
  - L'Échange (2000) : Alice Bowman

- Mary Steenburgen dans :
  - Gilbert Grape (1993) : Betty Carver
  - The Dead Girl (2006) : la mère de Leah
  - Frangins malgré eux (2008) : Nancy Huff
  - Les Tribulations de Dean (en) (2016) : Carol
  - Mariés... mais pas trop (en) (2017) : Cybil
  - Ma belle-famille, Noël et moi (2020) : Tipper

- Ashley Judd dans :
  - Le Collectionneur (1997) : Dr Kate McTiernan
  - Voyeur (1999) : Joanna Eris
  - Double Jeu (1999) : Libby Parsons
  - Où le cœur nous mène (2000) : Lexie Coop
  - De-Lovely (2004) : Linda Porter

- Virginia Madsen dans :
  - La Belle et l'Ordinateur (1984) : Madeline Robistat
  - Grace Stirs Up Success (en) (2015) : Mme Thomas
  - Dead Rising (2015) : Maggie
  - Joy (2015) : Terry Mangano

- Penelope Ann Miller dans :
  - Biloxi Blues (1988) : Daisy
  - Un flic à la maternelle (1990) : Joyce Palmieri/Rachel Crisp
  - Larry le liquidateur (1991) : Kate Sullivan

- Cate Blanchett dans :
  - Veronica Guerin (2003) : Veronica Guerin
  - La Vie aquatique (2004) : Jane Winslett-Richardson
  - Indiana Jones et le Royaume du crâne de cristal (2008) : le colonel-professeur Irina Spalko

- Caroline Goodall dans :
  - Esprit libre (2004) : Michelle Foster
  - Sans issue (2012) : Laurie Shaw
  - Oiseaux de paradis (2021) : Céline Durand

- Holly Hunter dans :
  - Manglehorn (2014) : Dawn
  - Strange Weather (en) (2016) : Darcy Baylor
  - Song to Song (2017) : Miranda

- Sissy Spacek dans :
  - La Rivière (1984) : Mae Garvey
  - Tout... sauf en famille (2008) : Paula
  - Cold Blood (2012) : June

- Jennifer Coolidge dans :
  - We Have a Ghost (2023) : Judy Romano
  - Riff Raff (2024) : Ruth
  - Minecraft, le film (2025) : Marlène, la principale adjointe

- Amanda Bearse dans :
  - Vampire, vous avez dit vampire ? (1985) : Amy Peterson
  - Bros (2022) : Anne Shepard

- Daryl Hannah dans :
  - High Spirits (1988) : Mary Plunkett Brogan
  - 2047: The Final War (2014) : le major Anderson

- Nancy Travis dans :
  - Affaires privées (1990) : Kathleen Avilla
  - Un faire-part à part (1992) : Cassie Slocombe

- Wendy Makkena dans :
  - Sister Act (1992) : Sœur Marie Robert
  - Sister Act, acte 2 (1993) : Sœur Marie Robert

- Helena Bonham Carter dans :
  - Fight Club (1999) : Marla Singer
  - La Planète des singes (2001) : Ari

- Samantha Mathis dans :
  - American Psycho (2000) : Courtney Rawlinson
  - Instinct de survie (2009) : Cassandra Parker

- Laura Dern dans :
  - Docteur T et les Femmes (2000) : Peggy
  - The Master (2012) : Helen

- Kim Basinger dans :
  - Mais où est passé Elvis ? (2004) : Harmony Jones
  - Loin de la terre brûlée (2008) : Gina

- Joanne Whalley dans :
  - La Grande Inondation (2007) : Patricia Nash
  - Twixt (2011) : Denise

- Melissa Leo dans :
  - Le Temps du destin (2008) : Josie Larraneta
  - Veronika décide de mourir (2009) : Mary

- Allison Janney dans :
  - La Couleur des sentiments (2011) : Charlotte Phelan
  - The Creator (2023) : le colonel Howell

- J. Smith-Cameron dans :
  - Vengeance (2022) : Sharon
  - Turtles All the Way Down (2024) : Pr Abbott

- 1936[n 1] : Les Mondes futurs : Mary Gordon (Ann Todd)
- 1976 : Un vendredi dingue, dingue, dingue : Virginia (Vicki Schreck)
- 1979 : Le Putsch des mercenaires : Brigid (Elaine Proctor)
- 1981 : Le Choc des Titans : la reine Andromède (Judi Bowker)
- 1981 : Les Voisins : Elaine Keese (Lauren-Marie Taylor)
- 1985 : Le Secret de la pyramide : Elizabeth Hardy (Sophie Ward)
- 1985 : Le Dernier Survivant : Joanne (Alison Routledge)
- 1985 : Rambo 2 : La Mission : Co Bao (Julia Nickson-Soul)
- 1985 : Le Dernier Dragon : Margo (Trulie MacLeod)
- 1986 : Y a-t-il quelqu'un pour tuer ma femme ? : Sandy Kessler (Helen Slater)
- 1986 : Le Contrat : la fille de Lamanski (Louise Robey (en))
- 1987 : L'Ordre de l'Aigle noir (en) : Tiffany Youngblad (Jill Donnellan)
- 1988 : Action Jackson : Patricia Dellaplane (Sharon Stone)
- 1989 : Potins de femmes : Shelby Eatenton-Latcherie (Julia Roberts)
- 1990 : La Nuit des morts-vivants (Night of the Living Dead) de Tom Savini : Judy Rose (Katie Finneran)
- 1991 : Un crime dans la tête : Janet Dubois / Louise (Mariel Hemingway)
- 1992 : Monsieur le député : Kimberly (Sarah Carson)
- 1992 : L'Esprit de Caïn : Jenny (Lolita Davidovich)
- 1993 : Les Trois Mousquetaires : Anne D'Autriche (Gabrielle Anwar)
- 1993 : Made in America : Zora Mathews (Nia Long)
- 1994 : Milliardaire malgré lui : Yvonne Biasi (Bridget Fonda)
- 1994 : Timecop : Melissa Walker (Mia Sara)
- 1996 : Mes doubles, ma femme et moi : Noreen (Ann Cusack)
- 1996 : Dernier Recours : Lucy Kolinski (Alexandra Powers)
- 1997 : Les Ailes de l'enfer : Tricia Poe (Monica Potter)
- 1997 : Mémoires suspectes : Kelly (Kim Cattrall)
- 1997 : The Game : Christine / Claire (Deborah Kara Unger)
- 1997 : Spice World, le film : Deborah (Claire Rushbrook)
- 1998 : Hors d'atteinte : Karen Sisco (Jennifer Lopez)
- 2001 : Harvard Story : Chesney Cort (Joey Lauren Adams)
- 2001 : The Hole : Dr Philippa Horwood (Embeth Davidtz)
- 2001 : Monkeybone : Kitty (Rose McGowan)
- 2002 : L'Amour, six pieds sous terre : Betty Rhys-Jones (Brenda Blethyn)
- 2002 : Cypher : Diane Thursby (Kari Matchett)
- 2003 : Super papa : Callie Scheffer (Kelly Lynch)
- 2004 : 2046 : Bai Ling (Zhang Ziyi)
- 2005 : Trouble Jeu : Alison Callaway (Amy Irving)
- 2005 : Fog : Kitty Williams (Sara Botsford)
- 2005 : Be Cool : Marla (Debi Mazar)
- 2005 : La Maison de cire : Trudy Sinclair (Dragitsa Debert)
- 2006 : Camping-car : Jamie Munro (Cheryl Hines)
- 2007 : Spider-Man 3 : Emma Marko (Theresa Russell)
- 2007 : Hostel, chapitre II : Inya (Zuzana Geislerová (cs))
- 2009 : Par-delà le bien et le mal : Helen (Anastasia Hille)
- 2009 : Obsessed : l'inspecteur Reese (Christine Lahti)
- 2009 : Harry Brown : Jean Winters (Claire Hackett)
- 2010 : Percy Jackson : Le Voleur de foudre : Sally Jackson (Catherine Keener)
- 2011 : The Descendants : Julie Speer (Judy Greer)
- 2012 : To Rome with Love : Zia Giovanna (Simona Caparrini)
- 2012 : Tous les espoirs sont permis : Carol (Mimi Rogers)
- 2013 : Un grand mariage : Muffin O'Connor (Christine Ebersole)
- 2017 : La Belle et la Bête : Clothilde (Haydn Gwynne)
- 2017 : The Music of Silence : Signora Giamprini (Antonella Attili)
- 2018 : Downsizing : Solveig Edvardsen (Margareta Pettersson)
- 2018 : Le Fléau de Breslau : Alicja Drewniak (Ewa Kasprzyk (pl))
- 2019 : El Camino : Un film Breaking Bad : Mme Pinkman (Tess Harper)
- 2023 : Marchands de douleur : Jackie Drake (Catherine O'Hara)
- 2024 : The Fall Guy : Jody Banks (Heather Thomas)

#### Films d'animation
- 1993 : Jungle Jack : Sabina
- 1997 : Psycho Diver: Soul Siren : Anjelica
- 1998 : Hercule et Xena : La Bataille du mont Olympe : Aphrodite
- 2003 : Le Livre de la jungle 2 : la maman de Ranjan
- 2008 : Igor : Jacqueline / Heidi
- 2008 : Les Chimpanzés de l'espace : Dr Smoothe
- 2011 : Mini Buzz : Neptuna (court métrage)
- 2016 : Big Fish and Begonia : la grand-mère rat
- 2018 : Cro Man : la reine Oofeefa

### Télévision

#### Téléfilms
- Gail O'Grady dans :
  - Passé oublié (1997) : Karen Winthrop/Emily Riggs/Cindy Last
  - Toutes les neuf secondes (1997) : Janet
  - Au nom de toutes les femmes (1997) : Kathleen Anneken
  - Le mari d'une autre (2000) : Susan Miller
  - Nouveau départ (2002) : June Andersen
  - Face à son destin (2003) : Jess Gradwell
  - Un homme pour la vie (2003) : Rachel Myer
  - Une fille à marier (2004) : Molly Bowser
  - Le Vol 52 ne répond plus (2005) : Anne Metz
  - Face à son destin 2 : La Vie d'une mère (2005) : Jess Gradwell
  - Un Mariage pour Noël (2007) : Sarah Armstrong
  - Le Ranch de la vengeance (2013) : Mona Eastman
  - La Femme du révérend (2013) : Susan Parker
  - La Croisière mystère (2013) : Alvirah Meehan
  - Deux mères pour la mariée (2015) : Debra Wolf
  - Vengeance sur le campus (2019) : Angie Patterson

- Carol Alt dans :
  - La Voie de l'amour (1992) : Stella
  - Le Grand feu (1996) : Anna Capilupi
  - Terre d'espérance (1998) : Monica Marini
  - Jeux de piste (1998) : Trish Gannon
  - Guêpier mortel (2005) : Christina Brown
  - Confiance fatale (2006) : Jess
  - Le Voleur au grand cœur (2015) : Evi

- Tess Harper dans :
  - Extrême Jalousie (1992) : Verna Heath
  - The Road to Galveston (1996) : Julia Archer
  - Un monde à part (2007) : Miriam
  - Erreur fatale (2009) : Naomi
  - Un souhait pour Noël (2011) : Trudy Willis
  - Un cœur pour Noël (2012) : Elisabeth

- Julia Duffy dans :
  - Meurtre à la carte (1990) : Susan Henshaw
  - Le Bébé de l'infidélité (2006) : Doris
  - Together Again for the First Time (2008) : Audrey Wolders Frobisher
  - 7 plans avant mes 30 ans (2008) : Vanessa Madison
  - Noël au palace (2019) : Amanda Clark

- Catherine Mary Stewart dans :
  - Mon voisin si secret (2009) : l'inspectrice Neal
  - La Ballerine de Noël (2016) : Carol

- 1987 : Les Roses rouges de l'espoir : Autumn Osborne (Lisa Hartman)
- 2009 : Une année de chien (en) : Patti (Pamela Stewart)
- 2012 : Le Mystère d'Edwin Drood : la princesse Puffer (Ellie Haddington)
- 2013 : Le Labyrinthe de l'injustice : Lisa Couphon (Anne Ramsay)
- 2014 : Fleming : L'Homme qui voulait être James Bond : Evelyn Fleming (Lesley Manville)
- 2016 : Coup de foudre à Harvest Moon : Lou (Lynda Boyd (en))
- 2016 : Retour vers le passé : Dr Janice Miles (Sarah Douglas)
- 2018 : Noël, couronnes et pâtisseries : Grace Hartman (Mary-Margaret Humes)
- 2018 : Le Masque de l'innocence : Helen McVie (Rennie Wilkinson)
- 2019 : Cinq cartes de vœux pour Noël : Lila (Lolita Davidovich)
- 2020 : Un secret de famille impardonnable : Katherine (AnnMarie Giaquinto)
- 2020 : Noël au château : Sarah Baxter (Suki Kaiser)
- 2021 : Le Mari de ma boss : Anna Donohue (Susan Hamann)

#### Séries télévisées
- Gail O'Grady dans (19 séries) :
  - Mes plus belles années (2002-2005) : Helen Pryor (61 épisodes)
  - Mon oncle Charlie (2006) : Mandi (saison 3, épisodes 19 et 20)
  - Hidden Palms : Enfer au paradis (2007) : Karen Hardy (8 épisodes)
  - Les Experts (2007) : Mme Towne (saison 8, épisode 4)
  - Las Vegas (2007) : Erin Hudson (saison 5, épisode 8)
  - Cane (2007) : la sénatrice Finch (épisode 9)
  - Mentalist (2008) : Juniper Tolliver (saison 1, épisode 1)
  - Les Experts : Miami (2008) : Dr Rachel Marsh (saison 7, épisode 3)
  - Ghost Whisperer (2009) : Karen Westen (saison 4, épisode 22)
  - Les Experts : Manhattan (2009) : Millie Taylor (saison 6, épisode 2)
  - Forgotten (2010) : Kerry Denver (saison 1, épisode 12)
  - Drop Dead Diva (2010) : Heather Thomas (saison 2, épisode 12)
  - Hawaii 5-0 (2011) : Sharon Archer (saison 2, épisode 12)
  - Castle (2013) : Margo Gower (saison 5, épisode 14)
  - Major Crimes (2013) : Anne Brand (saison 2, épisode 6)
  - Code Black (2015) : Margaret O'Brien (saison 1, épisode 3)
  - Training Day (2017) : Claire Millstone (épisode 7)
  - Esprits criminels (2018-2023) : Krystall Richards (7 épisodes)
  - Duster (2025) : Charlotte Dean-Ellis

- Anne Ramsay dans (8 séries) :
  - Mysterious Ways : Les Chemins de l'étrange (2000) : Martha Corday (saison 1, épisode 3)
  - Close to Home : Juste Cause (2006-2007) : Roberta Richter (saison 2, épisodes 6, 8 et 17)
  - Dr House (2007) : Emma (saison 3, épisode 17)
  - Tell Me You Love Me (2007) : Sally (épisodes 3 et 9)
  - Hawthorne : Infirmière en chef (2009-2011) : Dr Brenda Marshall (19 épisodes)
  - La Vie secrète d'une ado ordinaire (2010-2013) : Nora Underwood (43 épisodes)
  - Drop Dead Diva (2012) : Mme Yeardley (saison 4, épisode 4)
  - StartUp (2017) : ? (saison 2, épisodes 1 et 3)

- Virginia Madsen dans (8 séries) :
  - Boomtown (2003) : Erika Ashland (saison 2, épisode 6)
  - Dossier Smith (2006-2007) : Hope Stevens (7 épisodes)
  - Hell on Wheels : L'Enfer de l'Ouest (2012) : Hannah Durant (saison 2)
  - Witches of East End (2013) : Penelope Gardiner (saison 1)
  - American Gothic (2016) : Madeline Hawthorne (15 épisodes)
  - Designated Survivor (2016-2017) : Kimble Hookstraten (saison 1)
  - Elementary (2016-2019) : Paige (3 épisodes)
  - Swamp Thing (2019) : Maria Sunderland (10 épisodes)
  - Chargés à bloc (2023) : Marge McKnight (saison 1, épisode 4)

- Diane Lane dans (6 séries) :
  - Lonesome Dove (1989) : Lorena Wood (mini-série)
  - House of Cards (2018) : Annette Shepherd (saison 6)
  - The Romanoffs (2018) : Katherine Ford (épisodes 4 et 5)
  - Y, le dernier homme (2021) : Jennifer Brown (10 épisodes)
  - Feud (2024) : Slim Keith
  - Un homme, un vrai (2024) : Martha Crocker (mini-série)

- Nancy Travis dans (6 séries) :
  - Desperate Housewives (2010) : Dr Mary Wagner (saison 7, épisodes 7 et 8)
  - Grey's Anatomy (2011) : Allison Baker (saison 7, épisode 16)
  - C'est moi le chef ! (2011-2021) : Vanessa Baxter (194 épisodes)
  - Mr. Mercedes (2017-2021) : Donna Hodges (8 épisodes)
  - La Méthode Kominsky (2018-2019) : Lisa (16 épisodes)
  - Famille en réparation (2025) : Charlotte (saison 1, épisode 6)

- J. Smith-Cameron dans (5 séries) :
  - Rectify (2013-2016) : Janet Talbot (30 épisodes)
  - Madam Secretary (2014) : Alice Millevoi (saison 1, épisode 10)
  - The Good Wife (2015) : Samara Steel (saison 7, épisode 8)
  - Succession (2018-2023) : Gerri Kellman (38 épisodes)
  - Anatomie d'un divorce (2022) : Barbara Hiller (mini-série)

- Sarah Jessica Parker dans (4 séries) :
  - Sex and the City (1998-2004) : Carrie Bradshaw (94 épisodes)
  - Glee (2012-2013) : Isabelle Wright (saison 4)
  - Divorce (2016-2019) : Frances (24 épisodes)
  - And Just Like That... (depuis 2021) : Carrie Bradshaw-Preston

- Madeleine Stowe dans (4 séries) :
  - Raines (2007) : Dr Samantha Kohl (6 épisodes)
  - Revenge (2011-2015) : Victoria Grayson (89 épisodes)
  - 12 Monkeys (2016) : Lillian (saison 2, épisode 13)
  - Soundtrack (2019) : Margot Weston (10 épisodes)

- Christine Ebersole dans (4 séries) :
  - Boston Justice (2008) : Sunny Fields (saison 4, épisode 18)
  - Lipstick Jungle : Les Reines de Manhattan (2008) : Maureen (saison 2, épisode 8)
  - Madam Secretary (2015-2018) : Lydia Dalton (4 épisodes)
  - Blue Bloods (2018-2019) : Lena Janko (saison 9)

- Holly Hunter dans (4 séries) :
  - Top of the Lake (2013) : GJ (saison 1)
  - Bonnie and Clyde: Dead and Alive (2013) : Emma Parker (mini-série)
  - Here and Now (2018) : Audrey Bayer (10 épisodes)
  - The Comey Rule (2020) : Sally Yates (mini-série)

- Jean Smart dans (4 séries) :
  - Angie Tribeca (2017) : Carnie (saison 3, épisode 7)
  - Legion (2017-2019) : Dr Melanie Bird (20 épisodes)
  - Dirty John (en) (2018-2019) : Arlane Hart (saison 1)
  - Hacks (depuis 2021) : Deborah Vance

- Lisa Edelstein dans :
  - Voilà ! (1998) : Erin Simon (saison 2, épisode 11)
  - FBI : Portés disparus (2003) : Dr Lianna Sardo (saison 2, épisode 9)
  - Miss Match (2003) : Karen (épisode 16)

- Orla Brady dans :
  - Révélations (2005) : Nora Webber (mini-série)
  - Strike Back (2010) : Katie Dartmouth (saison 1, épisode 1)
  - Hercule Poirot (2013) : la comtesse Rossakoff (saison 13, épisode 4)

- Loretta Devine dans :
  - The Client List (2012-2013) : Georgia Cummings (25 épisodes)
  - Psych : Enquêteur malgré lui (2014) : Melba Birdson (saison 8, épisode 6)
  - Sirens (2014-2015) : Mme St-Clare, la mère de Hank (3 épisodes)

- Amanda Drew (en) dans :
  - Broadchurch (2015) : Cate Gillespie (2e voix, saison 2)
  - Mercredi (2022) : Esther Sinclair (saison 1, épisode 5)
  - The Gold : Le Casse du siècle (en) (2023) : Cath McLean (6 épisodes)

- Christine Lahti dans :
  - Jack et Bobby (2004-2005) : Grace McCallister (22 épisodes)
  - Studio 60 (2006) : Martha O'Dell (3 épisodes)

- Caroline Goodall dans :
  - Inspecteur Barnaby (2014) : Penelope Calder (saison 16, épisode 5)
  - Berlin Station (2016) : Kelly Frost (saison 1)

- Catherine O'Hara dans :
  - Les Désastreuses Aventures des orphelins Baudelaire (2017-2018) : Dr Georgina Orwell (4 épisodes)
  - The Studio (2025) : Patty Leigh

- Ruth Gemmell dans :
  - La Chronique des Bridgerton (depuis 2020) : Lady Violet Bridgerton
  - La Reine Charlotte : Un chapitre Bridgerton (2023) : Lady Violet Bridgerton (mini-série)

- Jennifer Coolidge dans :
  - The White Lotus (depuis 2021) : Tanya McQuoid
  - The Watcher (depuis 2022) : Karen Calhoun

- 1991 : Les Contes de la crypte : Vicki (Marg Helgenberger)
- 1993 : Loïs et Clark : Les Nouvelles Aventures de Superman : Linda King (Nancy Everhard)
- 1995-1999 : Bugs : Roslyn « Ros » Henderson (Jaye Griffiths)
- 1996-2004 : JAG : la commandante puis amirale Allison Krennick (Andrea Thompson) (8 épisodes)
- 1998 : Charmed : Jude D'mon (Sara Rose Peterson)
- 2004-2005 : Alias : Katya Derevko (Isabella Rossellini)
- 2005 : Desperate Housewives : Fran Ferrara (Penelope Ann Miller)
- 2006 : Rêves et Cauchemars : Karen Evans (Samantha Mathis)
- 2006-2007 : The Loop : Meryl (Mimi Rogers)
- 2006-2012 : Eureka : Beverly Barlowe (Debrah Farentino)
- 2007 : Les Experts : Doris Babinkian (Wendy Makkena)
- 2007-2008 : Starter Wife : Joan McAllister (Judy Davis)
- 2007-2008 : Amour, Gloire et Beauté : Ashley Abbott (Eileen Davidson)
- 2007 / 2008 : Dr House : Emma Solan (Anne Ramsay), Mme Bradberry (Kay Lenz)
- 2008 : La Petite Dorrit : Mme General (Pam Ferris) (mini-série)
- 2008-2010 : Breaking Bad : Mme Pinkman (Tess Harper)
- 2013 : Ray Donovan : Deb (Denise Crosby)
- 2013 : Zero Hour : Mélanie Lynch (Amy Irving)
- 2013 : Blacklist : Rose Kipling, dite « Le Juge » (Robyn Hatcher)
- 2014 : Taxi Brooklyn : Frankie Sullivan (Ally Walker)
- 2014 : Brooklyn Nine-Nine : Vivian Ludley (Marilu Henner)
- 2016-2022 : Better Call Saul : Suzanne Ericsen (Julie Pearl) (6 épisodes)
- 2017 : American Gods : Jack (Beth Grant)
- 2017 : The White Princess : Lady Margaret d'York (Joanne Whalley) (mini-série)
- 2017 : Twin Peaks : Diane Evans (Laura Dern) (saison 3)
- 2017 : Jordskott : Agneta Thörnblad (Anna Bjelkerud)
- 2020-2021 : Love, Victor : Sarah (Beth Littleford)
- 2021 : Dear White People : Miss Geraldine Bernadette (Wendie Malick)
- 2021-2022 : Servant : tante Joséphine (Barbara Sukowa)
- 2022 : Inventing Anna : ? (?) (mini-série)
- 2022 : Black Bird : Sammy (Robyn Malcolm) (mini-série)
- 2022 : So Help Me Todd (en) : Yvonne Brown (Frances Flanagan) (saison 1, épisode 7)
- 2025 : Docteur Odyssey : Olivia (Donna Mills) (saison 1, épisode 12)

#### Séries d'animation
- 1979-1980[n 2] : Le Tour du monde de Lydie (en) : Cathy
- 1984 : Pole Position : voix additionnelles
- 1987 : Rahan, fils des âges farouches : Sonaya la sorcière (épisode 6)
- 1988 : Nicky Larson : Olga/princesse Isabella (épisode 39) et Hélène Lamberti (voix de remplacement, épisode 41)
- 1993 : Les Voyages de Corentin : voix additionnelles
- 1995-2000 : Ace Ventura : Space Love
- 1996-1999 : Animutants : Serdacier
- 1998 : Le Magicien : Naussica
- 2002-2004 : Mr Bean, la série animée : Irma Gobb (1re voix, saison 1)
- 2004-2007 : Danny Fantôme : Maddy, Désirée, Pénélope Spectra et le Fantôme de la Dame de la cantine
- 2006-2008 : Kuzco, un empereur à l'école : Miss Ni (épisode 17) et Obsessia (épisode 44)
- 2006-2008 : Monster Allergy : Karmilla, Emilie et les sorcières
- 2008 : Le Monde selon Tim : la mère d'Amy
- 2010 : Le Petit Prince : Marieke (épisode Planète des Wagonautes)
- 2015 : American Dad! : June Rosewood
- 2018 : Beat Bugs : Martha (saison 3)
- 2023-2024 : Véra : Donna Blake[n 3]